# Гнезненська архідієцезія
Гнезненська архідієцезія — одна з 14 архідієцезій римо-католицької церкви в Польщі, одна з найстаріших польських дієцезій. Охоплює територію 8 122 км²
Існує з 1000 року, коли була створена митрополія з центром у Гнезно. Від 1418 є осідком примасів Польщі, а від 1515 також папських легатів. Кафедральним собором є Базиліка Внебовзяття Пресвятої Богородиці, що знаходиться у Гнезно.